# 윈스톤 파르크스
윈스톤 파르크스(스페인어: Winston Antonio Parks Tifet, 1981년 10월 12일 ~ )는 코스타리카의 전 축구 선수이자, 포지션은 세컨드 스트라이커였다.
그는 2002년 FIFA 월드컵 터키와의 2차전에서 동점골을 넣었었다.

## 경력
- 2002년 FIFA 월드컵 국가대표
- 2003년 CONCACAF 골드컵 국가대표

## 수상
코스타리카
- 2003년 CONCACAF 골드컵 4위